# Ihorivka, Sakî
Ihorivka (în ucraineană Ігорівка) este un sat în comuna Krîmske din raionul Sakî, Republica Autonomă Crimeea, Ucraina.

## Demografie
Componența lingvistică a localității Ihorivka
     Rusă (72,22%)
     Tătară crimeeană (27,78%)
Conform recensământului din 2001, majoritatea populației localității Ihorivka era vorbitoare de rusă (72,22%), existând în minoritate și vorbitori de tătară crimeeană (27,78%).